# Калатрија
Калатрија (итал. Calatria) је насеље у Италији у округу Ређо ди Калабрија, региону Калабрија.
Према процени из 2011. у насељу је живело 79 становника. Насеље се налази на надморској висини од 267 м.